# Município de Pike (condado de Madison, Ohio)
O município de Pike (em inglês: Pike Township) é um município localizado no condado de Madison no estado estadounidense de Ohio. No ano de 2010 tinha uma população de 580 habitantes e uma densidade populacional de 8,64 pessoas por km².

## Geografia
O município de Pike encontra-se localizado nas coordenadas 40° 04′ 53″ N, 83° 26′ 34″ O. Segundo o Departamento do Censo dos Estados Unidos, o município tem uma superfície total de 67.12 km², da qual 67,12 km² correspondem a terra firme e (0 %) 0 km² é água.

## Demografia
Segundo o censo de 2010, tinha 580 pessoas residindo no município de Pike. A densidade populacional era de 8,64 hab./km². Dos 580 habitantes, o município de Pike estava composto pelo 95,86 % brancos, o 0,34 % eram afroamericanos, o 1,03 % eram amerindios, o 1,38 % eram asiáticos e o 1,38 % eram de uma mistura de raças. Do total da população o 0,52 % eram hispanos ou latinos de qualquer raça.